# Улица Вячеслава Черновола (Киев)
У́лица Вячесла́ва Черново́ла (укр. Вулиця В'ячеслава Чорновола) — улица в Шевченковском районе города Киева. Пролегает от улицы Сечевых Стрельцов до Воздухофлотского путепровода (над Берестейском проспектом).
К улице Черновола примыкают улицы Дмитриевская, Глебова, Златоустовская, Полтавская, Ростиславская, Речная, Андрющенко и Павловская. Соединена путепроводом с Воздухофлотским проспектом.

## История
Улица возникла в середине XIX столетия. До 1933 года — часть Кадетского шоссе, в 1933—1944 годах — шоссе Героев Стратосферы, в 1944—1963 годах — Воздухофлотского шоссе. В 1963 году отделена от шоссе и получила название улицы Косиора (в честь советского партийного деятеля С. В. Косиора (1889—1939)). В 2000 переименована в честь государственного и общественного деятеля В. М. Черновола.

## Застройка
Улица преимущественно застроена современными многоэтажками 1990-х — 2000-х годов. Памятником киевского конструктивизма является возведённое в 1927-1928 годах здание № 26/2 — так называемый «Дом для семей военнослужащих».
На начале улицы выделяется комплекс из двух 16- и 18-этажных домов серии «Т». Проект реконструкции квартала поблизости от улицы Черновола (тогда — Косиора), которая должна была стать проспектом, был подготовлен ещё в 1983 году архитекторами Киевпроекта. По этому проекту, в районе будущего проспекта должны были быть возведены многоэтажные жилые дома сложной конфигурации, на базе серии «Т», как первая попытка комплексной застройки в центральном районе города. В 1986 году началось строительство микрорайона, а в 1988 году было возведено первое здание — № 10. Но на то время уже изменилась политическая ситуация в республике и общий подход к проектированию застройки данной местности. Под давлением нового главного архитектора Киева Николая Жарикова «Киевпроект» признал нецелесообразность строительства панельных домов в почти центре города. Работы по строительству микрорайона притормозились, заканчивали строить те дома, которые начали ранее. Далее застройка улицы уже проходила бессистемно.
Среди современной застройки выделяется комплекс зданий детской больницы «Охматдет». Почти все здания комплекса были возведены на средства основателя больницы, сахарозаводчика и мецената Николы Терещенко и его сына Ивана. На строительство хирургического корпуса средства в своём завещании оставил другой меценат — Михаил Дегтерёв.

## Памятники и мемориальные доски
20 июля 2009 года на территории больницы Охматдет установили бронзовый памятник Николе Терещенко (скульптор Михайлицкий).
На зданиях больницы установлен ряд мемориальных досок:
- главный корпус — Новиковой Татьяне Петровне (01.01.1924 — 28.06.1994), главному врачу-организатору первой в городе Киеве детской специализированной больницы
- корпус 1 — Сигалову Давиду Лазаревичу, врачу-педиатру, который работал в детских клиниках больницы с 1924 г. свыше 60 лет. Открыта в 1998 году.
- корпус 3 — профессору Шуринко Андрею Романовичу, детскому хирургу, заслуженному деятелю науки, который работал в больнице с 1957 по 1969 г. Открыта 15 января 1970 года, скульптор Г. М. Молдаван.
- корпус 11 — профессору Ситковскому Николаю Борисовичу, детскому хирургу, который работал в больнице с 1956 по 2003 г.

Во дворе гимназии № 153 установлен небольшой памятник А. С. Пушкину, чьим именем названа гимназия.

## Важные учреждения
- Гимназия № 153 им. А. С. Пушкина (дом № 37)
- Профессионально-педагогический Киевский колледж им. Антона Макаренко (дом № 24)
- Украинская детская Специализированная больница Охматдет (дом № 28/1)